# Some People Can Do What They Like
Some People Can Do What They Like es el tercer álbum de estudio del cantante británico de rock Robert Palmer, publicado en 1976 por Island Records. Para la grabación realizada en los estudios Clover de Los Ángeles, el vocalista contó con varios músicos de sesión, entre ellos se encontraban cuatro de los integrantes de Little Feat, Jeff Porcaro y Chuck Rainey. Por su parte, Lowell George, guitarrista de Little Feat y principal colaborador de Palmer en las dos anteriores producciones, en esta ocasión no participó del proceso de grabación. Las canciones presentan un sonido más minimalista que las de la producción anterior; por ejemplo, Palmer excluyó los arreglos orquestales y priorizó la atmósfera de la música por sobre los ganchos. 
Una vez que salió al mercado, recibió críticas mixtas por parte de la prensa especializada; por ejemplo, Susin Shapiro, deThe Village Voice, lo consideró decepcionante, mientras que Nik Cohn, de la revista New York, lo nombró uno de los discos de rock más fuertes y convincentes que había escuchado en ese año. En general, aspectos como la interpretación de los músicos, la producción y la habilidad del cantante de tocar varios estilos fueron evaluados positivamente, pero hubo críticas a la calidad de las canciones. 
En el ámbito comercial, llegó a ser el álbum más exitoso del artista hasta esa fecha, pues para la primera quincena de noviembre de 1976 se reportaba que ya mostraba un mayor nivel de ventas respecto con sus dos anteriores discos. De igual manera, fue la primera producción de Palmer en ingresar en la lista UK Albums Chart del Reino Unido, al conseguir el puesto 46. Para promocionarlo, el sello Island realizó una fuerte campaña de marketing en los Estados Unidos. Además, en octubre se publicó «Man Smart, Woman Smarter» como único sencillo, que logró posiciones medias en los recuentos estadounidenses.

## Antecedentes
Robert Palmer inició una carrera solista en 1974 con el álbum Sneakin' Sally Through the Alley. Una vez que terminó el proceso de grabación, el productor Steve Smith comentó que habían conseguido un buen disco, por lo que nació la idea de hacer otro inmediatamente. Así fue como en 1975 salió al mercado la segunda producción, Pressure Drop. El primero recibió buenas reseñas por parte de la prensa e ingresó entre los cien álbumes más vendidos en las listas de las revistas estadounidenses Record World y Cashbox. En contraparte, a pesar de que también obtuvo críticas favorables, Pressure Drop alcanzó posiciones más bajas en los recuentos estadounidenses y no vendió tan bien como esperaba el sello discográfico.

## Grabación
La grabación se realizó en los estudios Clover de Los Ángeles (Estados Unidos) en septiembre de 1976 y contó con la producción de Steve Smith. El proceso les tomó dos semanas, trabajando doce horas diarias. Al igual que en los álbumes anteriores de Palmer, varios músicos de sesión participaron de la grabación; algunos de ellos habían sido parte de la reciente gira musical del cantante. Además, se encontraban el bajista Chuck Rainey, el baterista Jeff Porcaro y cuatro miembros de Little Feat: Paul Barrere (guitarra y coros), Richie Hayward (batería), Sam Clayton (percusión y coros) y Bill Payne (teclados y coros). Por su parte, Lowell George —guitarrista de Little Feat y principal colaborador de Palmer en sus anteriores producciones— en esta ocasión no participó de la grabación. Una vez listas las cintas, la mezcla la realizó Phill Brown en los mismos estudios Clover, mientras que la masterización la hizo George Marino en Sterling Sound de Nueva York.

## Composición
De acuerdo con Donald A. Guarisco, del sitio web AllMusic, para este disco Palmer decidió excluir los arreglos orquestales que caracterizaron a Pressure Drop para obtener un sonido elegante y minimalista, con el propósito de demostrar «su capacidad para crear una atmósfera romántica y conmovedora». Sin embargo, una desventaja del álbum es que, a menudo, Palmer prioriza la atmósfera por sobre los ganchos, lo que resulta en «música escuchable pero que no llega a ser realmente cautivadora». Some People Can Do What They Like consta de diez canciones, de las cuales Palmer compuso cuatro: «Keep in Touch» y «Some People Can Do What They Like» las escribió él solo, «Gotta Get A Grip On You (Part II)» la cocreó con el baterista Alan Powell, y en la instrumental «Off the Bone» compartió créditos con el productor Steve Smith y el mezclador Phill Brown. Por su parte, «One Last Look» la compuso Bill Payne junto con Fran Tate, mientras que las pistas restantes con versiones de otros artistas.
«One Last Look» es una balada que relata una ruptura sentimental y posee un estribillo pegadizo y armonioso. Por su parte, «Keep in Touch» cuenta con un complejo arreglo vocal, cuya melodía romántica y jazzística realza el estilo vocal de Palmer. En cambio, «What Can You Bring Me», escrita por el estadounidense James Gadson, «Hard Head», de su coterráneo Eddie Curtis, y la pista que da título al disco, son canciones de funk. «Man Smart, Woman Smarter» es un tema de calipso que escribió Norman Span —apodado King Radio— en 1936, pero fue popularizado por Harry Belafonte en 1952. Según la revista Cashbox, este goza de un sonido extremadamente contagioso, en donde la voz potente y precisa de Palmer tiene cierta reminiscencia al estilo de Rod Stewart. «Have Mercy» es una canción soul de 1964 perteneciente al estadounidense Don Covay, mientras que «Spanish Moon» la había escrito Lowell George para el álbum de Little Feat, Feats Don't Fail Me Now de 1974.

## Lanzamiento y promoción
Some People Can Do What They Like salió al mercado en octubre de 1976, a través de Island Records. La portada consiste en una fotografía tomada por Moshe Brakha, que muestra a Palmer jugando strip poker con la modelo estadounidense Denise Michele, la playmate de abril de 1976 de la revista Playboy. En la contraportada, el álbum se dedicó al músico Mongezi Feza, trompetista que había participado en el disco Pressure Drop, fallecido en diciembre de 1975.
Para difundir el álbum, en octubre se publicó como único sencillo «Man Smart, Woman Smarter». En diciembre de 1976 debutó en el Billboard Hot 100 y para la semana del 8 de enero de 1977 alcanzó como máxima posición el puesto 63. Por su parte, para la edición del 18 de diciembre de 1976 se situó en la casilla 82 en el Top 100 Singles de Cashbox. Asimismo, llegó hasta la posición 90 en el Kent Music Report de Australia.
A principios de octubre, la revista Record World afirmó que Island iba a realizar una fuerte campaña de promoción para el disco en los Estados Unidos, siendo una de las más completas en la historia del sello discográfico. Esta involucró a los departamentos de promoción, publicidad y marketing de la empresa, para elaborar dosieres para las radios y la prensa escrita, además de múltiples productos como calendarios, pegatinas, camisetas, pósteres, etc.

## Recepción

### Comercial
Una vez en el mercado, Some Can Do What They Like llegó a ser el álbum más exitoso de Palmer hasta esa fecha. Para la semana del 4 de diciembre de 1976 llegó hasta el puesto 68 en el Billboard 200 y permaneció en la lista por dieciséis semanas. Para la edición del 23 de octubre de 1976 debutó en la casilla 112 en la lista de la revista Cashbox y para el 11 de diciembre obtuvo la 35 como máxima posición. Mientras tanto, el 27 de noviembre se situó en el puesto 49 en el Top Albums Chart de Record World. Para finales de octubre Record World mencionó que su éxito comercial recaía principalmente en las zonas oeste y sur de los Estados Unidos, mientras que para la quincena de noviembre se hablaba que ya mostraba un mayor potencial de ventas en relación con las dos producciones anteriores.
Fuera de los Estados Unidos, el álbum logró posiciones altas en determinados mercados. Si bien logró el puesto 46 en el UK Albums Chart del Reino Unido y solo estuvo una semana, este hecho convirtió a Some People Can Do What They Like en la primera producción de Palmer en ingresar en esa lista. Por su parte, alcanzó la casilla 80 en el Kent Music Report de Australia.

### Crítica
Some People Can Do What They Like recibió reseñas mixtas por parte de la piensa especializada. La revista Billboard señaló que Palmer continúa desempeñándose como un excelente cantante y compositor de baladas para adultos, pues el álbum posee temas complejos y gratificantes e incluye demostraciones sofisticadas de soul y calipso. Cashbox comentó que es un álbum más equilibrado que Pressure Drop y demuestra la gran madurez de Palmer. Sobre la música, expresó que el material era variado, pues había algo de dixieland, reggae y rhythm and blues, unificados con una producción y un fraseo vocal con clase. Marshall Fine, del periódico estadounidense Lawrence Journal-World, indicó que con este disco el vocalista siguió desafiando la clasificación musical con la atractiva mezcla de sensibilidad inglesa y el gusto por el blues afroamericano. Estimó, además, que cuenta con muchas melodías de ritmo rápido y las pistas roqueras son «inevitablemente ingeniosas y conmovedoras». Nik Cohn, de la revista New York, afirmó que era uno de los discos de rock más fuertes y convincentes que había escuchado en ese año y propuso que debiese darle al vocalista el empujón final para llegar al estrellato.
Jon Milward, de Rolling Stone, destacó a los músicos, la producción y la agilidad profesional de Palmer de moverse en distintos estilos. Sin embargo, consideró que era un «disco fríamente profesional, pero con poco carácter y pasión», porque la mayoría de las canciones daban la sensación de ejercicios de estudio en vez de ser interpretaciones legítimas. Donald A. Guarisco, para el sitio web AllMusic, escribió que Some People Can Do What They Like se sitúa a la altura de Sneakin' Sally Through the Alley (1974) y Pressure Drop (1975). Si bien encontró que había ciertos problemas, como el innecesario fragmento instrumental «Off the Bone», Guarisco comentó que el álbum «sigue siendo una obra sólida y agradable, con suficientes momentos memorables para complacer a cualquiera que disfrute del blue-eyed soul en su forma más sedosa y elegante».
También recibió opiniones negativas. Susin Shapiro, de The Village Voice, lo consideró «decepcionante», porque las canciones eran regulares, salvo «Man Smart, Woman Smarter» y «Spanish Moon». Asimismo, Dave Marsh escribió para el diario St. Petersburg Times que era una «tontería» que «algunas personas intentan convencernos de que Palmer es un gran cantante de blue-eyed soul».

## Lista de canciones
| N.º | Título                                  | Escritor(es)                     | Duración |  |
| 1.  | «One Last Look»                         | Bill Payne, Fran Tate            | 4:22     |  |
| 2.  | «Keep in Touch»                         | Robert Palmer                    | 3:25     |  |
| 3.  | «Man Smart, Woman Smarter»              | Norman Span                      | 2:35     |  |
| 4.  | «Spanish Moon» (versión de Little Feat) | Lowell George                    | 5:58     |  |
| 5.  | «Have Mercy»                            | Don Covay                        | 3:50     |  |
| 6.  | «Gotta Get a Grip on You (Part II)»     | Palmer, Alan Powell              | 3:57     |  |
| 7.  | «What Can You Bring Me»                 | James Gadson                     | 3:43     |  |
| 8.  | «Hard Head»                             | Eddie Curtis                     | 4:30     |  |
| 9.  | «Off the Bone» (instrumental)           | Palmer, Phill Brown, Steve Smith | 2:18     |  |
| 10. | «Some People Can Do What They Like»     | Palmer                           | 4:09     |  |

Fuente: Folleto de notas de Some People Can Do What They Like.

## Posicionamiento en listas musicales
| País           | Lista (1976)                  | Posición |
| -------------- | ----------------------------- | -------- |
| Australia      | Kent Music Report             | 80       |
| Estados Unidos | Billboard 200                 | 68       |
| Estados Unidos | Cashbox Top 100 Albums        | 35       |
| Estados Unidos | Record World Top Albums Chart | 49       |
| Reino Unido    | UK Albums Chart               | 46       |

## Créditos
| - Robert Palmer: voz y coros - Paul Barrere: guitarra y coros - Chuck Rainey y Pierre Brock: bajo - Carol Kaye, Freddie Harris y Freddie Wall: guitarra - Jeff Porcaro, Richie Hayward y Spider Webb: batería - Bill Payne: teclados y coros - James Allen Smith y William «Smitty» Smith: teclados - Chilli Charles: timbales - Robert Greenidge: tambores metálicos de Trinidad y Tobago - Sam Clayton: percusión y coros - Jody Linscott: percusión - Greg Caroll: armónica - Arthur Smith: ocarina y flauta irlandesa | - Steve Smith: producción - Phill Brown: ingeniería y mezcla - Richard Digby Smith: ingeniería adicional en las pistas 2, 8 y 10 - George Marino: masterización - Moshe Brahka: fotografía de la portada - Ria Lewerke: diseño |

Fuente: Folleto de notas de Some People Can Do What They Like.